# Neotrewia
Neotrewia es un género de plantas de flores perteneciente a la familia  (Euphorbiaceae). Se encuentran en el sudeste de Asia y se conocen localmente con el nombre de  apanang.
Está considerado un sinónimo del género Mallotus

## Especies
- Neotrewia arborea
- Neotrewia cumingii